# Radio Tropic
Radio Tropic 93 war ein Schweizer Privatsender unter der Leitung von Frédéric Dru, der schwerpunktmässig Unterhaltungsmusik aus Afrika, Südamerika, Asien und Europa spielte. Das Programm sollte ein Ausdruck der Verbundenheit zu anderen Kulturen sein. 
Anfang Oktober 2007 kaufte Roger Schawinski Radio Tropic von Frédéric Dru ab. Das Programm von Radio Tropic wurde im Dezember 2007 eingestellt, um dem Nachfolgesender Radio 1 Platz zu machen, der unter der Leitung von Schawinski seit März 2008 ein Programm „nur für Erwachsene“ (gemäss Werbung) ausstrahlt.

## Reichweite und Programm
Der Sender war im Grossraum von Zürich und in bestimmten anderen Gebieten der Schweiz zu empfangen. Im Gegensatz zu anderen Stationen, deren Programme sich in ihren Grundstrukturen kaum voneinander unterscheiden lassen (siehe: Adult Contemporary), setzte Radio Tropic auf tropische Musik, geringen Sprachanteil, wenig Werbung und multikulturelle Nachrichten und Unterhaltung. Es konnte daher als Exot aufgefasst werden, denn die gespielte Musik erschien in der Regel nicht in den Top-30. Außerdem wurden Nachrichten aus der Region Zürich gesendet, sowie von Radio France Internationale  und der britischen BBC auf Englisch, Französisch, Deutsch, Portugiesisch und Spanisch.

## Konzession
Im Jahr 1997 wurde Radio Tropic zum ersten Mal eine Sendekonzession vom UVEK (Eidgenössisches Departement für Umwelt, Verkehr, Energie und Kommunikation) erteilt. Die Beschwerde anderer Bewerber, die mit dieser Zuteilung unzufrieden waren, wurde im Juli 1998 von der UVEK abgewiesen. 2004 wurde die Konzession erneuert. Die Geltungsdauer erstreckt sich vom 1. Januar 2005 bis maximal zum 31. Dezember 2014 und ging durch den Besitzerwechsel 2007 an Radio 1 über.

## Weblink
- Website des eingestellten Radiosenders